# Лозон, Джо
Джозеф Эдвард Лозон младший (англ. Joseph Edward Lauzon Jr.; род. 22 мая 1984, Броктон) — американский боец смешанного стиля, представитель лёгкой весовой категории. Выступает на профессиональном уровне начиная с 2004 года, известен прежде всего по участию в турнирах бойцовской организации UFC, наравне с Нейтом Диасом является рекордсменом организации по количеству полученных послематчевых наград. Участник пятого сезона бойцовского реалити-шоу The Ultimate Fighter. Владел титулами чемпиона организаций Combat Zone и Mass Destruction, победитель гран-при WFL. Старший брат бойца ММА Дэна Лозона.

## Биография
Джо Лозон родился 22 мая 1984 года в городе Броктон, штат Массачусетс. Детство провёл на небольшой ферме, увлекался родео на быке и прыжками на батуте, с интересом смотрел турниры профессионального реслинга. Во время учёбы в старшей школе заинтересовался единоборствами, начал осваивать различные техники боевых искусств.
В 2007 году окончил Уэнтвортский технологический институт, получив степень бакалавра наук в области информатики. Прежде чем приступить к полноценным тренировкам по ММА, работал системным администратором в Кембридже.

### Начало профессиональной карьеры
Выступать в смешанных единоборствах на любительском уровне начал ещё в 2002 году, одержав в общей сложности пять побед и потерпев три поражения. Среди профессионалов дебютировал в феврале 2004 года, в первом же раунде взял своего соперника на рычаг локтя и заставил сдаться. Дрался преимущественно на территории Массачусетса в различных небольших американских промоушенах, в течение первого года выиграл семь поединков, завоевал и защитил титул чемпиона Combat Zone в лёгком весе, был признан лучшим бойцом штата.
В феврале 2005 года выиграл вакантный титул чемпиона Mass Destruction, доведя серию своих побед до восьми, но вскоре потерпел первое в карьере поражение — техническим нокаутом от Хорхе Масвидаля. Также в этот период встречался с такими известными бойцами как Иван Менхивар и Рафаэл Асунсан, однако обоим проиграл сдачей.
В апреле 2006 года выиграл гран-при WFL, взяв верх сразу над тремя соперниками за один вечер.

### Ultimate Fighting Championship
Имея в послужном списке тринадцать побед и только три поражения, в 2006 году Лозон привлёк к себе внимание крупнейшей бойцовской организации мира Ultimate Fighting Championship и успешно дебютировал здесь — за 48 секунд неожиданно отправил в нокаут бывшего чемпиона Дженса Пулвера, получив бонус за лучший нокаут вечера.
В 2007 году попал в число участников пятого сезона популярного бойцовского реалити-шоу The Ultimate Fighter, где состоял в команде тренера Би Джей Пенна. Благополучно прошёл соперников на предварительном этапе и на стадии четвертьфиналов, тогда как в полуфинале был остановлен Манвелом Гамбуряном. Таким образом, на заключительном финальном турнире он уже не претендовал на победу в шоу, но всё же выиграл «треугольником» у своего оппонента Брэндона Мелендеса и удостоился награды за лучший приём вечера.
По окончании TUF Джо Лозон продолжил выступать в UFC, в частности с помощью удушающего приёма сзади заставил сдаться ранее непобеждённого Джейсона Райнхардта.
В 2008 году техническим нокаутом проиграл Кенни Флориану, хотя при этом получил награду за лучший бой вечера. Позже с тем же результатом взял верх над Кайлом Брэдли.
Планировался его бой против бывшего чемпиона WEC в лёгком весе Эрмиса Франса, но тот вынужден был сняться с турнира из-за травмы. В итоге Лозон провёл в 2009 году только один поединок, выиграв сдачей у вышедшего на замену Джереми Стивенса — исполненный им в концовке рычаг локтя был признан лучшим приёмом вечера.
В 2010 году из трёх проведённых боёв выиграл только один против Гейба Рюдигера (лучший приём вечера), тогда как Сэму Стауту и Джорджу Сотиропулосу проиграл единогласным решением судей и болевым приёмом «кимура» соответственно, хотя оба проигранных им боя получились достаточно зрелищными, и Лозон вновь взял две награды за лучшие бои вечера.
Ещё два его победных приёма признавались лучшими в 2011 году, от «кимуры треугольником» сдался Курт Уорбертон, а от удушения сзади постучал Мелвин Гиллард.
В 2012 году Джо Лозон трижды выходил в октагон, оказался в нокауте в поединке с Энтони Петтисом, «треугольником» принудил к сдаче Джейми Варнера (этот приём был признан не только лучим приёмом вечера, но и всего года), по очкам уступил Джиму Миллеру.
Поединок с Майклом Джонсоном в августе 2013 года проиграл раздельным решением, позже с тем же результатом одолел Мака Данцига.
В сентябре 2014 года техническим нокаутом одержал победу над Майклом Кьезой, заработав очередной бонус за лучший приём вечера.
Несмотря на получение большого количества послематчевых бонусов, спортивная карьера Лозона в этот период складывалась уже не очень удачно. Так, в 2015 году он потерпел поражение техническим нокаутом от Эла Яквинты и единогласным судейским решением от Эвана Данэма, тогда как выиграть смог только у возрастного японца Таканори Гоми.
В 2016 году техническим нокаутом в первом раунде победил бывшего претендента на чемпионский титул Диего Санчеса, но раздельным решением уступил Джиму Миллеру. При этом Лозон получил награды за лучшее выступление вечера и лучший бой вечера, став наравне с Нейтом Диасом самым награждаемым бойцом в истории UFC (у каждого из бойцов в наличии по 15 наград).
После победы над поляком Марцином Хельдом в 2017 году Лозон проиграл Стиви Рэю и Клею Гвиде.

## Статистика в профессиональном ММА
| Боёв 44         | Побед 28 | Поражений 15 |
| --------------- | -------- | ------------ |
| Нокаутом        | 9        | 6            |
| Сдачей          | 17       | 3            |
| Решением        | 2        | 6            |
| Не состоявшихся | 1        | 1            |

| Результат | Рекорд | Соперник           | Способ                          | Турнир                               | Дата             | Раунд | Время | Место               | Примечание                                                              |
| --------- | ------ | ------------------ | ------------------------------- | ------------------------------------ | ---------------- | ----- | ----- | ------------------- | ----------------------------------------------------------------------- |
| Победа    | 28-15  | Джонатан Пирс      | TKO (остановлен рефери)         | UFC on ESPN 6                        | 18 октября 2019  | 1     | 1:33  | Бостон, США         |                                                                         |
| Поражение | 27-15  | Крис Грютцмахер    | TKO (остановлен секундантом)    | UFC 223                              | 7 апреля 2018    | 2     | 5:00  | Бруклин, США        |                                                                         |
| Поражение | 27-14  | Клей Гвида         | TKO (удары)                     | UFC Fight Night: Poirier vs. Pettis  | 11 ноября 2017   | 1     | 1:07  | Норфолк, США        |                                                                         |
| Поражение | 27-13  | Стиви Рэй          | Решение большинства             | UFC Fight Night: Swanson vs. Lobov   | 22 апреля 2017   | 3     | 5:00  | Нашвилл, США        |                                                                         |
| Победа    | 27-12  | Марцин Хельд       | Раздельное решение              | UFC Fight Night: Rodríguez vs. Penn  | 15 января 2017   | 3     | 5:00  | Финикс, США         |                                                                         |
| Поражение | 26-12  | Джим Миллер        | Раздельное решение              | UFC on Fox: Maia vs. Condit          | 27 августа 2016  | 3     | 5:00  | Ванкувер, Канада    | Бой вечера.                                                             |
| Победа    | 26-11  | Диего Санчес       | TKO (удары руками)              | UFC 200                              | 9 июля 2016      | 1     | 1:26  | Лас-Вегас, США      | Выступление вечера.                                                     |
| Поражение | 25-11  | Эван Данэм         | Единогласное решение            | The Ultimate Fighter 22 Finale       | 11 декабря 2015  | 3     | 5:00  | Лас-Вегас, США      |                                                                         |
| Победа    | 25-10  | Таканори Гоми      | TKO (удары руками)              | UFC on Fox: Dillashaw vs. Barão 2    | 25 июля 2015     | 1     | 2:37  | Чикаго, США         |                                                                         |
| Поражение | 24-10  | Эл Яквинта         | TKO (удары руками)              | UFC 183                              | 31 января 2015   | 2     | 3:34  | Лас-Вегас, США      |                                                                         |
| Победа    | 24-9   | Майкл Кьеза        | TKO (остановлен врачом)         | UFC Fight Night: Jacare vs. Mousasi  | 5 сентября 2014  | 2     | 2:14  | Машантакет, США     | Бой вечера.                                                             |
| Победа    | 23-9   | Мак Данциг         | Единогласное решение            | UFC on Fox: Johnson vs. Benavidez 2  | 14 декабря 2013  | 3     | 5:00  | Сакраменто, США     |                                                                         |
| Поражение | 22-9   | Майкл Джонсон      | Единогласное решение            | UFC Fight Night: Shogun vs. Sonnen   | 17 августа 2013  | 3     | 5:00  | Бостон, США         |                                                                         |
| Поражение | 22-8   | Джим Миллер        | Единогласное решение            | UFC 155                              | 29 декабря 2012  | 3     | 5:00  | Лас-Вегас, США      | Бой вечера.                                                             |
| Победа    | 22-7   | Джейми Варнер      | Сдача (треугольник)             | UFC on Fox: Shogun vs. Vera          | 4 августа 2012   | 3     | 2:44  | Лос-Анджелес, США   | Приём вечера. Бой вечера. Бой года (2012).                              |
| Поражение | 21-7   | Энтони Петтис      | KO (удары)                      | UFC 144                              | 26 февраля 2012  | 1     | 1:21  | Сайтама, Япония     |                                                                         |
| Победа    | 21-6   | Мелвин Гиллард     | Сдача (удушение сзади)          | UFC 136                              | 8 октября 2011   | 1     | 0:47  | Хьюстон, США        | Приём вечера.                                                           |
| Победа    | 20-6   | Курт Уорбертон     | Сдача (кимура треугольником)    | UFC Live: Kongo vs. Barry            | 26 июня 2011     | 1     | 1:58  | Питтсбург, США      | Приём вечера.                                                           |
| Поражение | 19-6   | Джордж Сотиропулос | Сдача (кимура)                  | UFC 123                              | 20 ноября 2010   | 2     | 2:43  | Оберн-Хилс, США     | Бой вечера.                                                             |
| Победа    | 19-5   | Гейб Рюдигер       | Сдача (рычаг локтя)             | UFC 118                              | 28 августа 2010  | 1     | 2:01  | Бостон, США         | Приём вечера.                                                           |
| Поражение | 18-5   | Сэм Стаут          | Единогласное решение            | UFC 108                              | 2 января 2010    | 3     | 5:00  | Лас-Вегас, США      | Бой вечера.                                                             |
| Победа    | 18-4   | Джереми Стивенс    | Сдача (рычаг локтя)             | UFC Fight Night: Lauzon vs. Stephens | 7 февраля 2009   | 2     | 4:43  | Тампа, США          | Приём вечера.                                                           |
| Победа    | 17-4   | Кайл Брэдли        | TKO (удары руками)              | UFC Fight Night: Diaz vs Neer        | 18 сентября 2008 | 2     | 1:34  | Омаха, США          |                                                                         |
| Поражение | 16-4   | Кенни Флориан      | TKO (удары)                     | UFC Fight Night: Florian vs. Lauzon  | 2 апреля 2008    | 2     | 3:28  | Брумфилд, США       | Бой вечера.                                                             |
| Победа    | 16-3   | Джейсон Райнхардт  | Сдача (удушение сзади)          | UFC 78                               | 17 ноября 2007   | 1     | 1:14  | Ньюарк, США         |                                                                         |
| Победа    | 15-3   | Брэндон Мелендес   | Сдача (треугольник)             | The Ultimate Fighter 5 Finale        | 23 июня 2007     | 2     | 2:09  | Лас-Вегас, США      | Бой в промежуточном весе 71,2 кг; Мелендес не сделал вес. Приём вечера. |
| Победа    | 14-3   | Дженс Пулвер       | KO (удары руками)               | UFC 63                               | 23 сентября 2006 | 1     | 0:48  | Анахайм, США        | Нокаут вечера.                                                          |
| Победа    | 13-3   | Дуглас Браун       | Сдача (рычаг локтя)             | WFL 6: Real: No Fooling Around       | 1 апреля 2006    | 1     | 1:47  | Ревир, США          | Выиграл гран-при WFL.                                                   |
| Победа    | 12-3   | Зейн Бейкер        | KO (слэм)                       | WFL 6: Real: No Fooling Around       | 1 апреля 2006    | 1     | 3:39  | Ревир, США          |                                                                         |
| Победа    | 11-3   | Адам Комфорт       | Сдача (замок ахилла)            | WFL 6: Real: No Fooling Around       | 1 апреля 2006    | 1     | 1:44  | Ревир, США          |                                                                         |
| Поражение | 10-3   | Рафаэл Асунсан     | Сдача (рычаг локтя)             | Absolute Fighting Championships 15   | 18 февраля 2006  | 2     | 4:37  | Форт-Лодердейл, США |                                                                         |
| Победа    | 10-2   | Антуан Скиннер     | Сдача (треугольник)             | CZ 12: Night of Champions            | 5 ноября 2005    | 1     | 1:00  | Ревир, США          | Защитил титул чемпиона Combat Zone в лёгком весе.                       |
| Поражение | 9-2    | Иван Менхивар      | Сдача (залом голени)            | APEX: Undisputed                     | 3 сентября 2005  | 1     | 3:39  | Монреаль, Канада    |                                                                         |
| Победа    | 9-1    | Тим Ханикатт       | TKO (удары руками)              | Absolute Fighting Championships 13   | 30 июля 2005     | 1     | 0:11  | Форт-Лодердейл, США |                                                                         |
| Поражение | 8-1    | Хорхе Масвидаль    | TKO (удары руками)              | Absolute Fighting Championships 12   | 30 апреля 2005   | 2     | 3:57  | Форт-Лодердейл, США |                                                                         |
| Победа    | 8-0    | Джо Алерт          | Сдача (гильотина)               | Mass Destruction 19                  | 26 февраля 2005  | 3     | 3:47  | Бостон, США         | Выиграл вакантный титул чемпиона Mass Destruction в лёгком весе.        |
| Победа    | 7-0    | Райан Сиотоли      | Техническая сдача (рычаг локтя) | CZ 9: Hot Like Fire                  | 14 декабря 2004  | 3     | 0:34  | Ревир, США          | Защитил титул чемпиона Combat Zone в лёгком весе.                       |
| Победа    | 6-0    | Майк Браун         | Сдача (удушение сзади)          | CZ 8: Street Justice                 | 2 октября 2004   | 3     | 2:14  | Ревир, США          | Выиграл вакантный титул чемпиона Combat Zone в лёгком весе.             |
| Победа    | 5-0    | Джастин Бласич     | Сдача (удушение сзади)          | Mass Destruction 17                  | 28 августа 2004  | 1     | 1:02  | Бостон, США         |                                                                         |
| Победа    | 4-0    | Ренат Мызабеков    | Сдача (замок голени)            | CZ 7: Gravel Pit                     | 10 июля 2004     | 1     | 0:40  | Ревир, США          |                                                                         |
| Победа    | 3-0    | Кайл Спрус         | Сдача (скручивание пятки)       | CZ 6: Rampage                        | 26 июня 2004     | 1     | 0:26  | Тонтон, США         |                                                                         |
| Победа    | 2-0    | Джерри Москиа      | TKO (удары руками)              | MMA: Eruption                        | 30 апреля 2004   | 1     | 2:37  | Лоуэлл, США         |                                                                         |
| Победа    | 1-0    | Дэвид Гилрен       | Сдача (рычаг локтя)             | Mass Destruction 15                  | 21 февраля 2004  | 1     | 3:42  | Бостон, США         |                                                                         |